# Rue du Castel-Marly
La rue du Castel-Marly est une voie publique de la commune de Nanterre, dans le département français des Hauts-de-Seine.

## Situation et accès
Cette rue forme le point de départ du boulevard du Sud-Est et de la rue de Chanzy.

## Toponymie
Cette voie porte ce nom depuis 1895 au moins. On voit parfois l'appellation rue Chastel-Marly.
Le fond de Marly était un lieu-dit de la commune, Marly venant de l'ancien français marle qui signifie marne.

## Historique

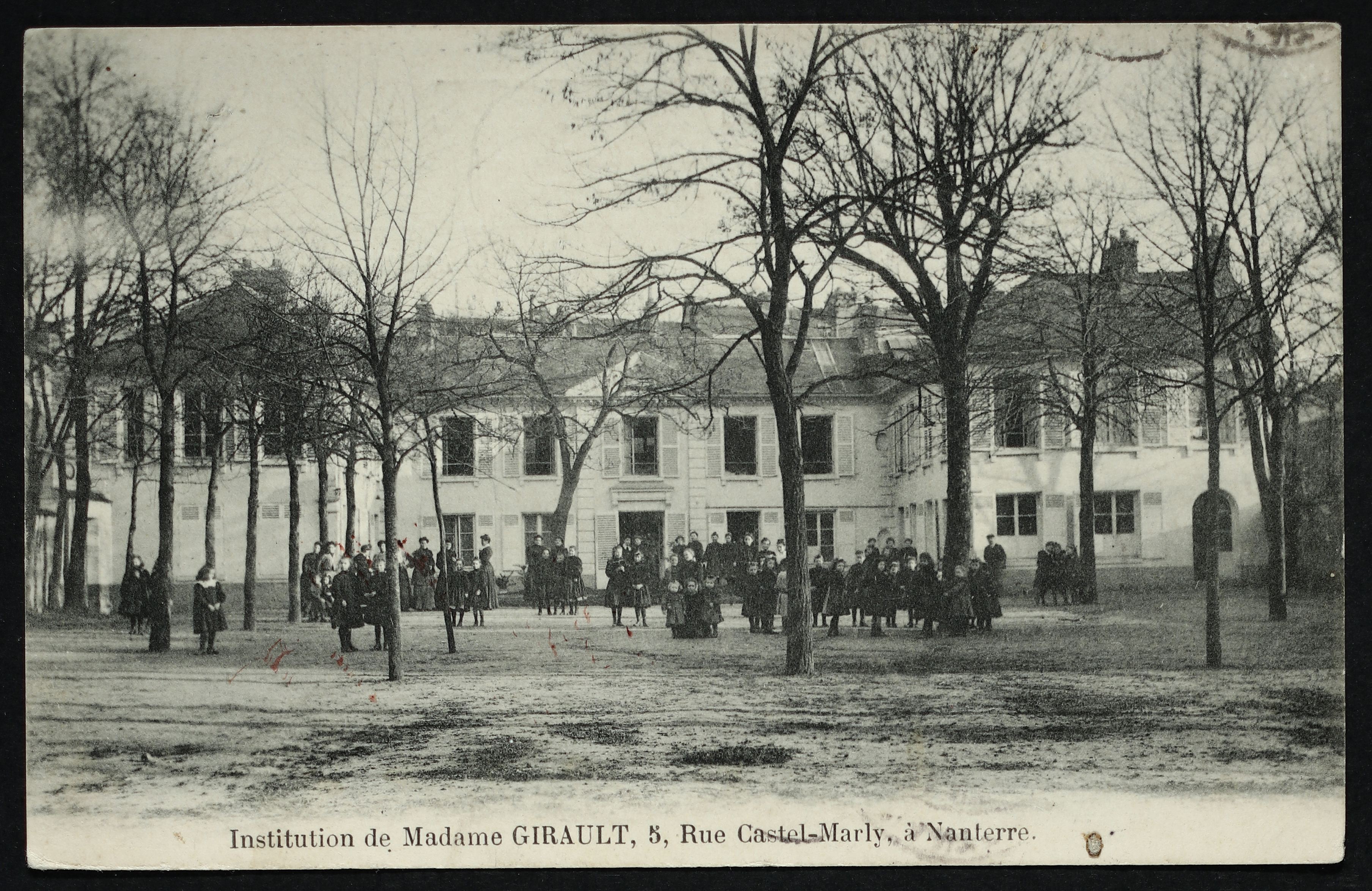
Institution de Madame Girault, rue Castel-Marly, vers 1900.

Cette rue était située à l'intérieur des remparts du vieux bourg de Nanterre. 
Une grande maison du XVIIIe siècle devint, en 1871, un pensionnat de jeunes filles. En 1921, la municipalité la racheta pour en faire une école maternelle qui devint en 1934, l'école municipale de musique. Le bâtiment, jugé trop vétuste fut démoli, en 1970. 
En 1921, la municipalité fit construire des bains-douches.
Des fouilles archéologiques, en 1993, ont permis de mettre au jour des vestiges d'habitat mérovingien et carolingien.

## Bâtiments remarquables
- Marché du Centre[6].
- Synagogue du Centre Communautaire juif de Nanterre, inaugurée le 2 avril 1995 par le Grand rabbin de France Joseph Haïm Sitruk[7].